# ماري هاينز
ماري هاينز (بالإنجليزية: Marie Hines)‏ هي مغنية مؤلفة أمريكية، ولدت في 9 يونيو 1986 في تشارلوت في الولايات المتحدة.

## وصلات خارجية
- الموقع الرسمي